# Facundo Cáseres
Facundo Agustín Cáseres (Arteaga, 28 maggio 2001) è un calciatore argentino, centrocampista del Gil Vicente.

## Carriera
Cresciuto nel settore giovanile del Vélez Sarsfield, ha esordito in prima squadra il 31 ottobre 2020, disputando l'incontro della Copa Diego Armando Maradona pareggiato per 1-1 contro l'Huracán.
Nel 2021 viene ceduto in prestito ai croati dell'Istria 1961.

## Statistiche

### Presenze e reti nei club
Statistiche aggiornate al 23 luglio 2024.
| Stagione               | Squadra                | Campionato             | Campionato | Campionato | Coppe nazionali | Coppe nazionali | Coppe nazionali | Coppe continentali | Coppe continentali | Coppe continentali | Altre coppe | Altre coppe | Altre coppe | Totale | Totale |
| Stagione               | Squadra                | Comp                   | Pres       | Reti       | Comp            | Pres            | Reti            | Comp               | Pres               | Reti               | Comp        | Pres        | Reti        | Pres   | Reti   |
| ---------------------- | ---------------------- | ---------------------- | ---------- | ---------- | --------------- | --------------- | --------------- | ------------------ | ------------------ | ------------------ | ----------- | ----------- | ----------- | ------ | ------ |
| 2020                   | Vélez Sarsfield        |                        | -          | -          | CdL             | 3               | 0               | CS                 | 0                  | 0                  |             | -           | -           | 3      | 0      |
| gen.-ago. 2021         | Vélez Sarsfield        | PD                     | 0          | 0          | CA+CdL          | 0+1             | 0               | CL                 | 0                  | 0                  |             | -           | -           | 1      | 0      |
| Totale Vélez Sarsfield | Totale Vélez Sarsfield | Totale Vélez Sarsfield | 0          | 0          |                 | 4               | 0               |                    | 0                  | 0                  |             | -           | -           | 4      | 0      |
| 2021-2022              | Istria 1961            | 1.HNL                  | 17         | 2          | CC              | 1               | 0               |                    | -                  | -                  |             | -           | -           | 18     | 2      |
| 2022-2023              | Istria 1961            | 1.HNL                  | 33         | 0          | CC              | 2               | 0               |                    | -                  | -                  |             | -           | -           | 35     | 0      |
| Totale Istria 1961     | Totale Istria 1961     | Totale Istria 1961     | 50         | 2          |                 | 3               | 0               |                    | 0                  | 0                  |             | -           | -           | 57     | 2      |
| 2023-2024              | Farense                | PL                     | 21         | 0          | CP+CdL          | 1+2             | 0               | -                  | -                  | -                  | -           | -           | -           | 24     | 0      |
| Totale carriera        | Totale carriera        | Totale carriera        | 71         | 2          |                 | 10              | 0               |                    | 0                  | 0                  |             | -           | -           | 81     | 2      |